# Fot

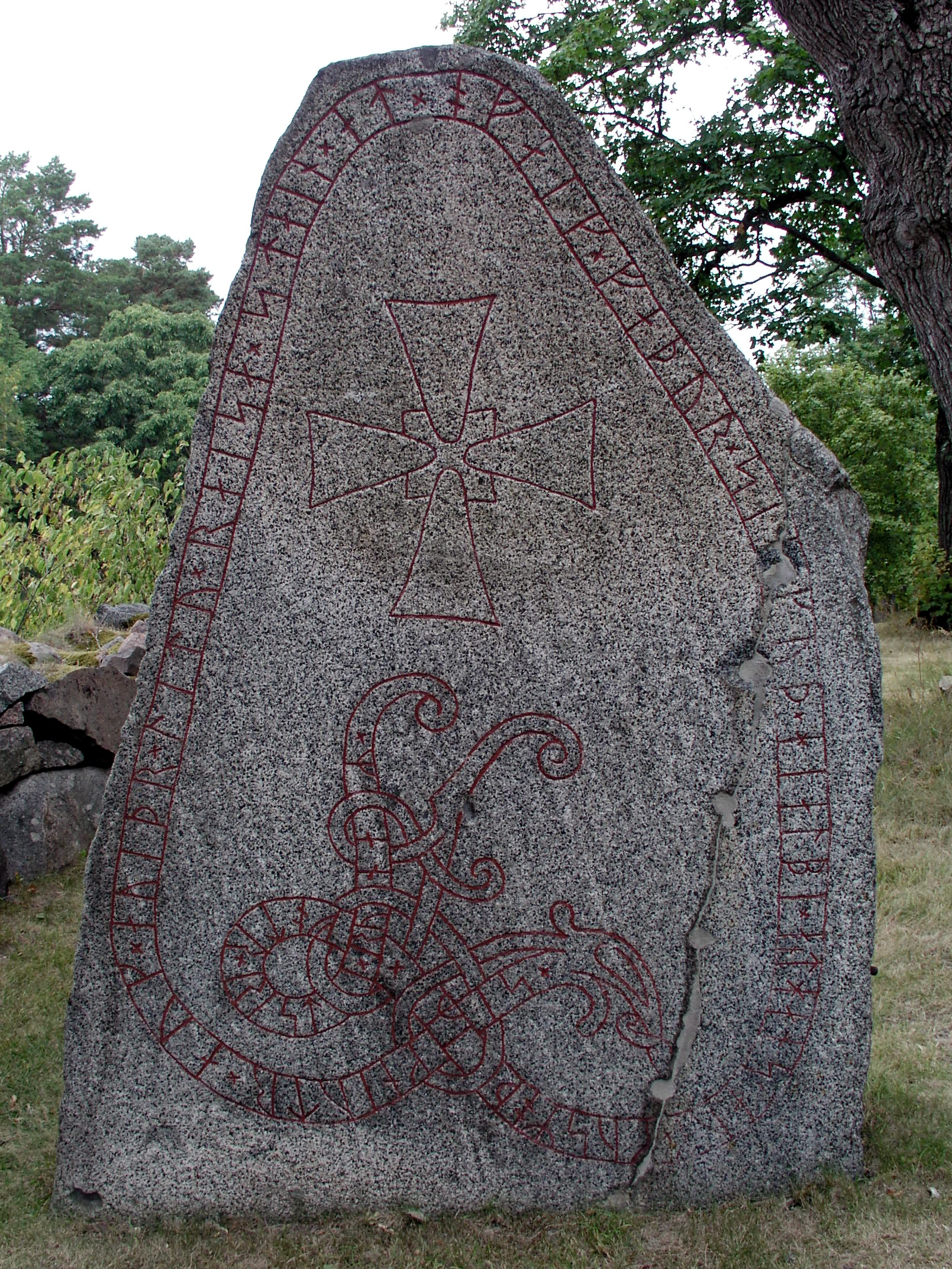
Pedra rúnica U 945 signada per Fot

Fot (nòrdic antic: Fótr) fou un viking d'Uppland, Suècia, conegut com a mestre gravador de runes (erilaz) actiu a mitjan s. XI.
A diferència d'altres zones d'Europa durant l'alta edat mitjana, molts escandinaus probablement sabien llegir i escriure, sobre os o fusta. Fot és conegut pel seu treball en estil Urnes, que és la darrera fase dels estils zoomòrfics de decoració vikinga que es desenvolupà durant la segona part del segle xi i el començament del xii.
És un dels més importants mestres clàssics d'Uppland i d'estil Urnes, considerat el més artístic i de més gran talent del seu temps. Un tret característic de la seua obra és la cura amb què escull les pedres, com en tracta la superfície, l'ornamentació harmoniosa, unes runes uniformement cisellades i fermament dissenyades. També destaca per l'ús del signe × entre les paraules en la seua inscripció rúnica.
S'han trobat poques pedres rúniques signades per Fot. La llista Rundata en detalla les següents signades per l'artista: U 167 a Östra Ryds, U 177 a Stav, U 268 a Harby, U 464 a Edeby, U 605 a Stäket, U 638 a Mansängen, U 678 a Skokloster, un dels seus treballs més famosos i U 945 a Danmarks. Se li atribueixen altres quaranta peces més basant-se en l'estil.

## Galeria

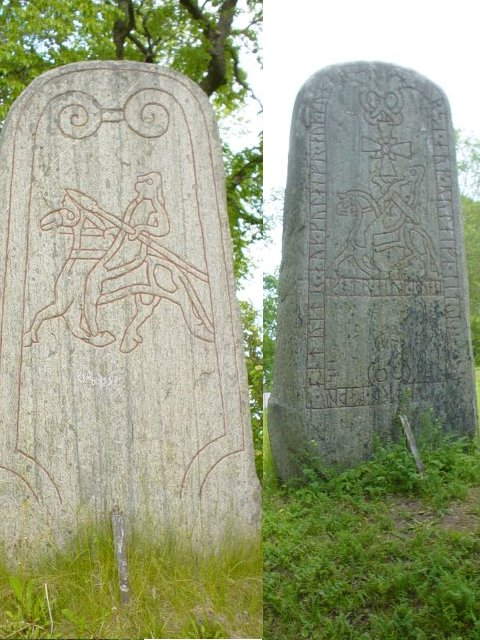
U 678
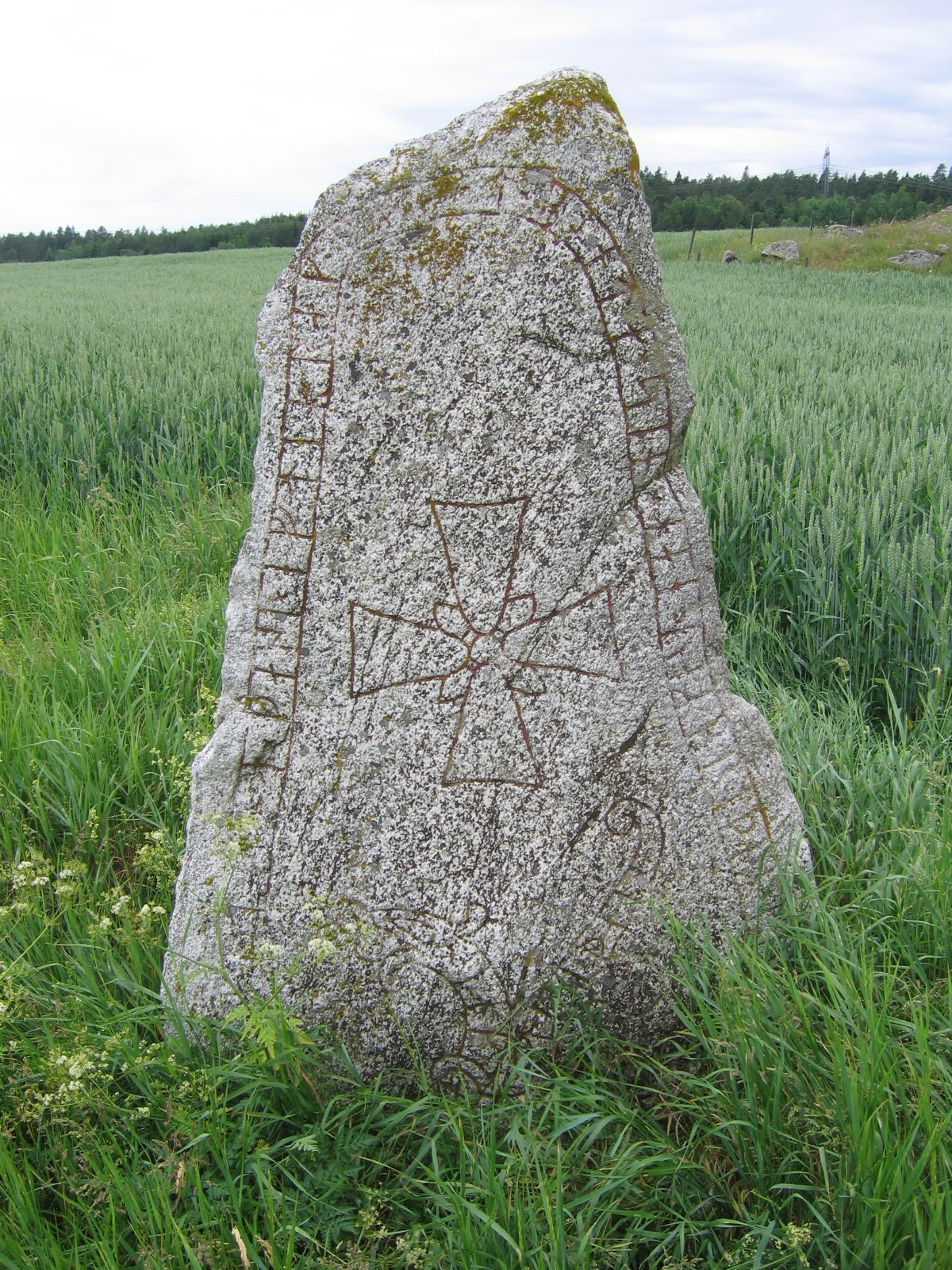
Pedres rúniques de Snottsta i Vreta: U 329
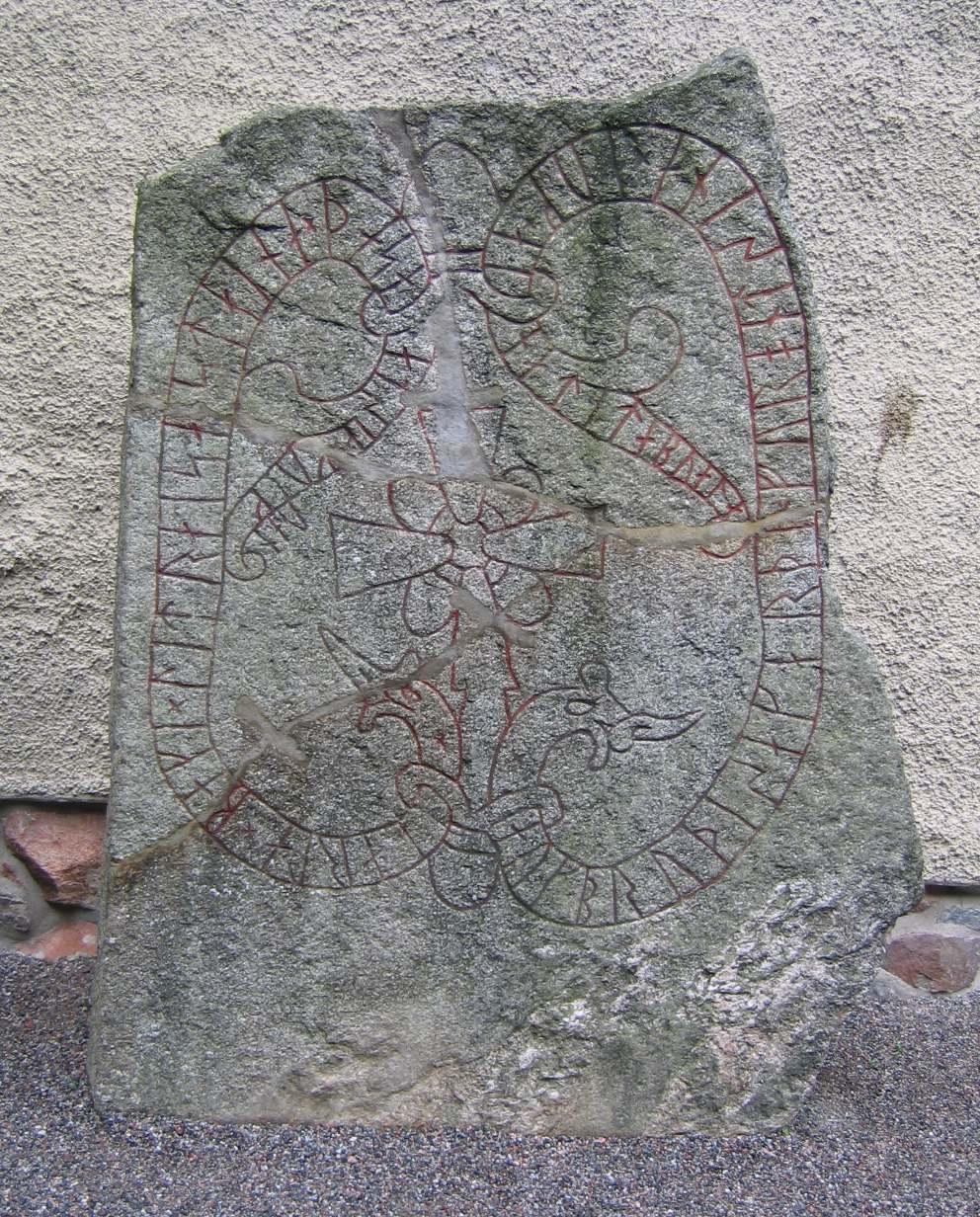
Pedra rúnica de Jarlabanke: U 127
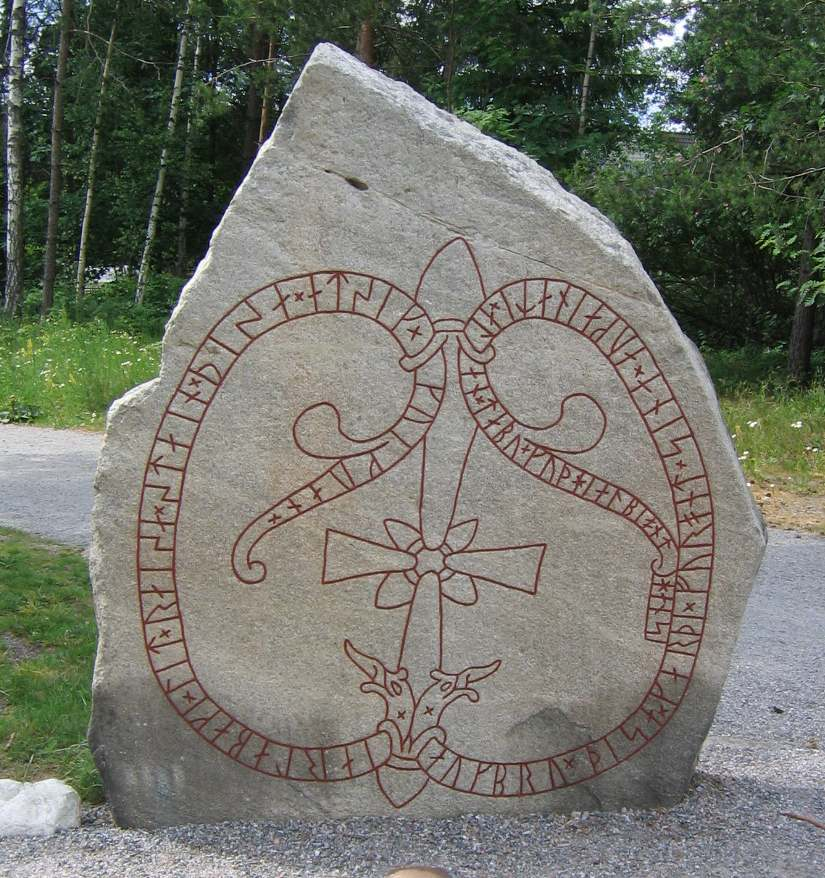
Pedra rúnica de Jarlabanke: U 164
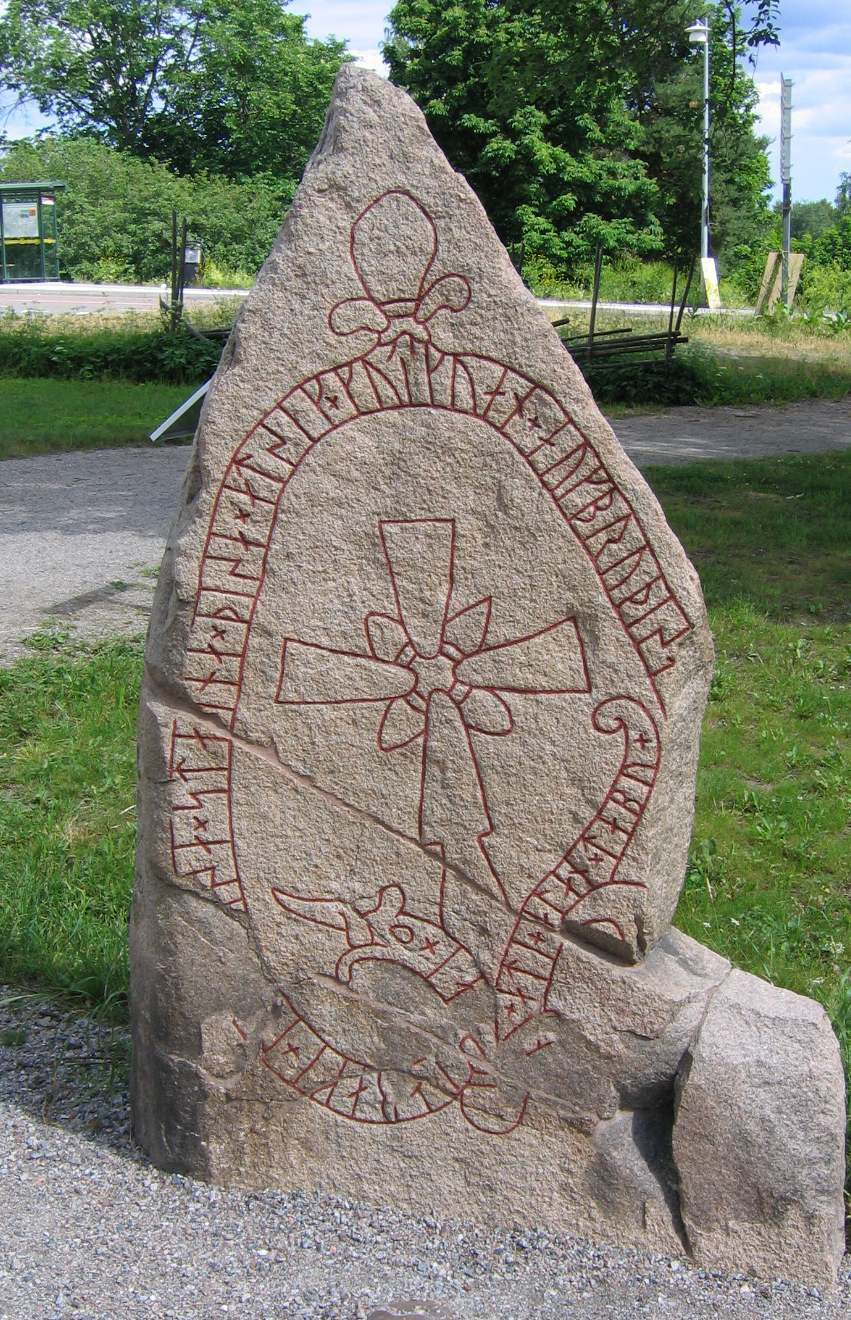
Pedra rúnica de Jarlabanke: U 165
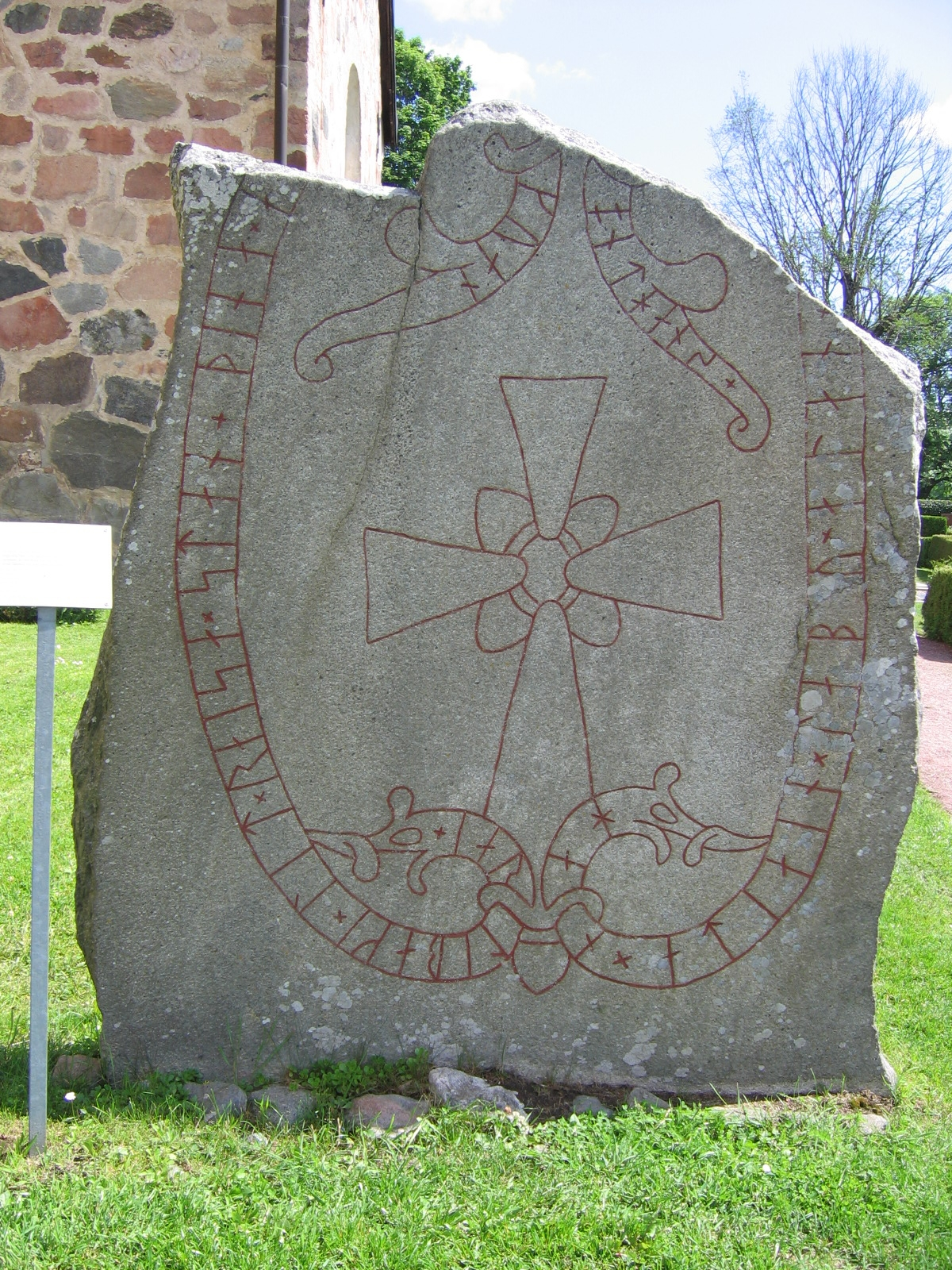
Pedra rúnica de Jarlabanke U 212
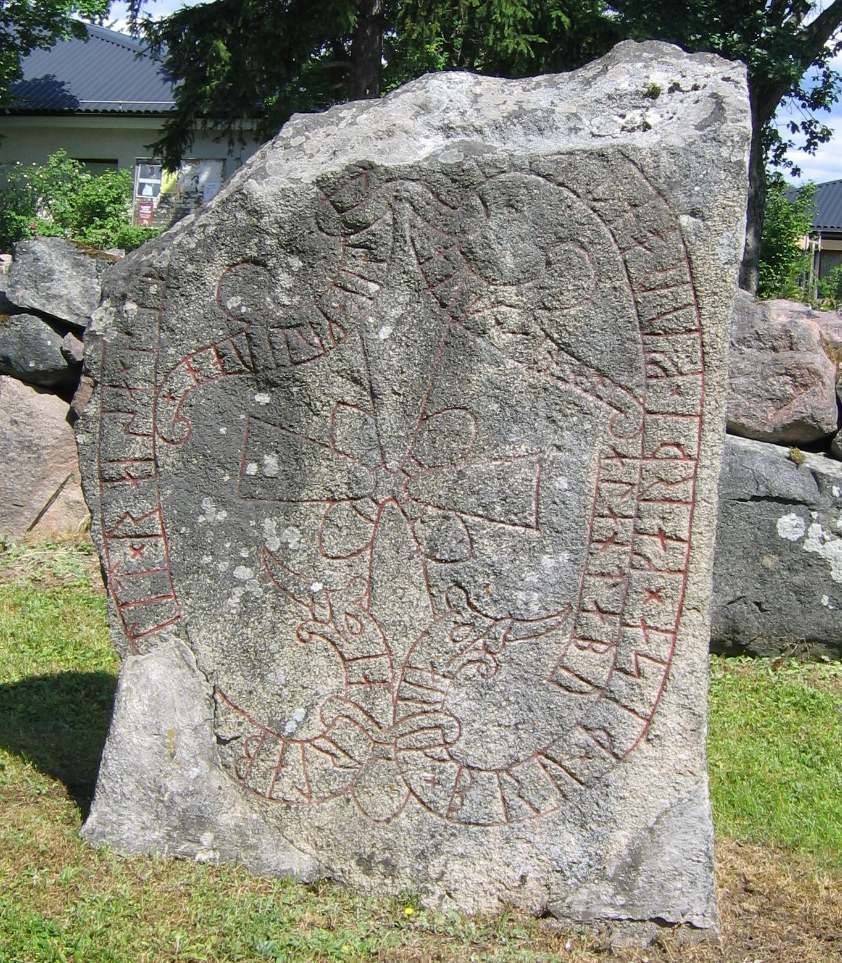
Pedra rúnica de Jarlabanke U 261